# أكمية ضئيلة
أكمية ضئيلة (الاسم العلمي:Aechmea gracilis) هي نوع من النباتات تتبع جنس الأكمية من الفصيلة البروميلية.